# Gorgoneion (måne)
För ett smycke från det antika Grekland, se Gorgoneion.
Gorgoneion (provisorisk beteckning: S/2009 (93) 2) är en av två kända naturliga satelliter till asteroiden 93 Minerva.
Månen upptäcktes 16 augusti 2009 av astronomerna Franck Marchis och  Brent Macomber vid Keck-observatoriet. Samtidigt upptäcktes också en lite större måne som idag bär namnet Aegis. Månens omloppsbana har en halv storaxel om 385 ± 14 kilometer och gör ett varv runt Minerva på 26,7 timmar. Månen bedöms vara mellan 2,3 och 4,1 kilometer i diameter. Månen har fått sitt namn efter en amulett i antikens Grekland.

## Namngivning
Konventionen säger att asteroidmånar ska namnges efter ett barn eller en nära släkting till den som fått ge namn åt huvudasteroiden. Exempelvis trippelasteroiden 87 Sylvia har månar som namngetts till Romulus och Remus, grundarna till Rom och tvillingsöner till vestalen Rhea Sylvia. Minerva hade emellertid inga ättlingar, vilket gjorde det omöjligt att följa denna konvention för Sylvias båda månar.
Därför kom upptäckarna att sprida förfrågan om hur namngivningen skulle lösas. Flera förslag inkom om att döpa asteroidmånarna efter gudinnans magiska vapen. Så kom det sig att de döptes till Gorgoneion efter Zeus skyddsamulett och Aegis efter hans sköld. Namnen godkändes av IAU i december 2013.